# De Tasjesdief
De Tasjesdief is een Nederlandse speelfilm uit 1995, geregisseerd door Maria Peters en gebaseerd op het gelijknamige, bekroonde boek van Mieke van Hooft. De hoofdrollen worden vertolkt door Olivier Tuinier en Ingeborg Uyt den Boogaard.
De Tasjesdief vertelt het verhaal van de twaalfjarige Alex (Tuinier) die door de overvallers van zijn oma (Uyt den Boogaard) wordt gechanteerd om damestasjes te stelen en die aan hen te geven. Uit angst voor vergelding durft hij thuis niets over de gebeurtenissen te vertellen en komt hij gaandeweg in een isolement terecht. Ondertussen gaan de meedogenloze overvallers gewoon door met hun getreiter en chantage.

## Verhaal
Als Alex (Tuinier) op een dag bij oma Roos (Uyt den Boogaard) langs gaat, treft hij haar vastgebonden aan de verwarming aan. Twee jonge overvallers hebben haar duizenden guldens afhandig gemaakt, die ze tussen haar kleding bewaarde. Ze weigert echter om naar de politie te gaan, bang om door haar dochter als onzelfstandig te worden aangezien, met als gevolg uiteindelijk in een bejaardenhuis te belanden. De overvallers zijn op hun beurt bang om te worden opgepakt, en ze twijfelen of Alex hen heeft herkend. Om ervoor te zorgen dat hij de politie er buiten laat, chanteren ze hem door tasjes van oude dames te stelen en die aan hen te geven. Zolang hij doet wat ze zeggen, zal zijn oma niets overkomen. Thuis durft Alex niets tegen zijn ouders te zeggen, die het allebei erg druk hebben: zijn vader (Spijkers) is vertegenwoordiger in dameskousen en zijn moeder (Jongeling) is vooral met zichzelf bezig en bekommert zich over haar gewicht. Ook de overvallers Lucas en Evert (Greidanus jr. en Hulshof) hebben problemen thuis: hun vader heeft al jaren niets van zich laten horen en hun stiefvader heeft alleen oog voor hun moeder en zijn honden.
De problemen van Alex stapelen zich op en de relatie met zijn oma bereikt een dieptepunt als hij haar een bejaardenhuis in wenst. De zwijgplicht die zij hem heeft opgelegd, wordt hem te veel en nadat hij bij een blinde vrouw geld heeft gestolen, besluit hij zijn oma daarmee te confronteren. Die besluit op haar beurt om een einde te gaan maken aan deze gebeurtenissen door met haar kleinzoon naar de politie te gaan. Uiteindelijk volgt een wilde achtervolging door een schoolgebouw, waarbij Alex zijn moed bij elkaar raapt om Lucas en Evert te laten voelen hoe hij zich al die tijd gevoeld heeft.

## Rolverdeling
| Acteur                    | Personage                             |
| ------------------------- | ------------------------------------- |
| Olivier Tuinier           | Alex van Schijndel                    |
| Aus Greidanus jr.         | Lucas                                 |
| Micha Hulshof             | Evert                                 |
| Myranda Jongeling         | Sophie, moeder van Alex               |
| Jaap Spijkers             | Jaap, vader van Alex                  |
| Ingeborg Uyt den Boogaard | Roos, oma van Alex                    |
| Freark Smink              | Ronnie, stiefvader van Evert en Lucas |
| Renée Fokker              | Moeder van Evert en Lucas             |
| Marjan Luif               | Buurvrouw van Roos                    |
| Jac. Goderie              | Klarinet-verkoper                     |
| Rob van de Meeberg        | Huisarts                              |
| Sophie van Pelt           | Evelien                               |
| Flip van Duyn             | Vader van Evelien                     |
| Sheila Lever              | Moeder van Evelien                    |
| Ann Hasekamp              | Blinde vrouw                          |
| Cees Groot                | Leraar                                |
| Leo Hogenboom             | Arts ziekenhuis                       |
| Vik Franke                | Automobilist bij padden               |
| Jos Veldhuizen            | Automobilist bij ongeluk              |
| Luc Theeboom              | Pomphouder                            |

## Achtergrond

### Productie
De Tasjesdief is gebaseerd op het gelijknamige boek van kinderboekenschrijfster Mieke van Hooft, dat in 1989 verscheen en lovend werd ontvangen. In 1990 werd het boek bekroond met de Prijs van de Nederlandse Kinderjury in de leeftijdscategorie 10-12 jaar. Het werd onder meer vertaald in het Duits (Der Taschendieb) en het Frans (Le voleur de sacs), waar het werd bekroond met Le grand Prix Européen de Roman pour Enfants (1992).
De film is het regiedebuut van Maria Peters, die in 1987 samen met haar man Dave Schram en Hans Pos de productiemaatschappij Shooting Star Filmcompany oprichtte. Nadat het bedrijf eind 1990 de filmrechten in handen had, schreef Peters kort daarna het scenario, dat in overeenstemming met Mieke van Hooft op enkele plaatsen afwijkt van het kinderboek. In 1994 startten vervolgens de opnamen. De hoofdrol was weggelegd voor Olivier Tuinier, die daarvoor al betrekkelijk grote rollen had in de met Gouden Kalveren bekroonde films Het Zakmes en De kleine blonde dood; de televisieserie Mus werd tweemaal voor deze prijs genomineerd, maar won er geen. Net als Tuinier hadden ook de overige acteurs nog relatief weinig televisie- of filmervaring: Alex' ouders Jaap Spijkers en Myranda Jongeling waren vooral op het toneel actief, Ingeborg Uyt den Boogaard had kleine rollen gehad in films en televisieseries en van de jongens was alleen Aus Greidanus jr. eerder te zien geweest in enkele televisieproducties; Micha Hulshof beleefde zijn acteerdebuut.
Voor de film werden onder meer opnamen gemaakt in Gorinchem, Culemborg, Haarlem en Hilversum.

## Prijzen
- 1995 - Crystal Bear (Beste Kinderfilm)

Internationale Filmfestival van Berlijn  Duitsland.
- 1995 - Children's Best Vision Award

International Children's Filmfestival Tokyo (vierde Internationale kinderfilmfestival  Japan)
- 1995 - Camério Grand Prix Public (publieksprijs)

Internationale Filmfestival van Rimouski  Canada
- 1995 - Golden Plaque Award (eerste prijs) van de kinderjury

International Film Festival for Children and Young People in het Indiase Hyderabad  India
- 1995 - Bronze Elephant (derde prijs, volwassenen-jury)

International Film Festival for Children and Young People in het Indiase Hyderabad  India
- 1995 - Children’s Jury Award

International Film Festival for Children and Young People in het Indiase Hyderabad  India
- 1996 - Children's Choice Award

Atlantic Film Festival van Halifax  Canada
- 1996 - Silver Caïro for featurefilms

Internationale Filmfestival in Caïro  Egypte
- Nominatie: voor Beste Regie

Nederlands Film Festival  Nederland
- Nominatie: voor Beste Nederlandse Speelfilm

Rembrandt Award  Nederland